# Cal Calbís
Cal Calbís és un monument del municipi de Golmés (Pla d'Urgell) inclòs en l'Inventari del Patrimoni Arquitectònic de Catalunya.

## Descripció
Casa ubicada al centre històric de la població. Estructurada en planta baixa, pis i golfes, tot i l'austeritat arquitectònica, la seva façana denota solidesa. Els acabats són d'arrebossat, destacant-se els carreus de pedra que emmarquen les obertures i els treballs de la llosa del balcó i de les portes de fusta de les balconeres. Les portes, de fusta, estan treballades en algunes zones. La principal és rectangular, amb una fina motllura que recorre la part baixa de la llinda superior; al primer pis s'obren dos balcons i una finestra de la mateixa mida, sense sortida a l'exterior. A les golfes hi ha tres finestres- disposades sobre els balcons- de petites dimensions.

## Història
La família Calbís figura a Golmés des del segle xvii fins al XX. Entre els membres de la família alguns destacaren per les seves funcions com a batlles i preveres i per haver tingut estudis superiors en èpoques en què aquests eren poc freqüents.
Al balcó de la casa hi figura la data 1791.